# 竹北問禮堂
竹北問禮堂，是位於臺灣新竹縣竹北市六家東平里的一處宅第，目前已指定為新竹縣縣定古蹟。

## 沿革
乾隆十四年（1749年），林先坤與其父林衡山、兄長林居震等族人自廣東省潮州府饒平縣渡海臺灣。從此於台灣展開家族經營。林家後輾轉移居至竹塹地區，並承墾潘、王公號在東興社圓寶庄的六張犁土地，建立六張犁圳，後形成六張犁聚落。
道光10年（1830年）因林國寶之子林繩褒（秋華）中鄉試武舉人，故於次年擇地興築問禮堂，該建築則於道光12年（1832年）完工，完成後與大夫第合稱「南北雙廳」，並作為林家的議事公廳，作為裁判、議事、招待之所使用。是六張犁聚落脈絡的中心空間。此外第五任新竹縣縣長林保仁過去也曾於該空間居住。
1999年，六張犁聚落全區因都市計畫徵收並劃定為竹北六家民俗公園，其中問禮堂獲得保留，並於2002年完成修復工程，此次工程則恢復原有的規模。
2006年，新竹縣政府在「新竹縣文化資產審議委員會會議」期間指定問禮堂為新竹縣縣定古蹟。目前問禮堂駐有社區工作站，專門進行志工培訓及相關文化資產事務。

## 建築設計
問禮堂面積大約300平方公尺，為典型客家傳統民居（土埆厝），其建築格局原為一條龍形式，線則由三堂四橫式的四合院構成，其正身五開間，左右另設有兩橫屋，其建築屬於「塌肚型」，即所謂的凹壽，亦即正身中央廳下的大門退縮形式。牆身部份，基底區域卵石作為牆腳除理，後則一層灰磚收邊，整體結構則承接土埆磚牆，外觀塗上一層白色灰泥，建築前方則設有大禾埕，最初作為聚落曬稻子或社區空間之廣場使用，目前禾埕前方仍保留旗竿座。建築物屋脊的剪黏裝飾則是剪黏師許哲彥的作品。前廳前左有側對聯：「問道說仁新氣象」、「禮耕義種舊家風」。正廳大門懸掛有2004年3月，由時任臺灣省主席林光華所敬獻之「問禮崇義」牌匾。
室內部分則設有正廳、天井、室鳳間（寢室）、室龍間（寢室）等傳統住宅空間，建築前方設置則矮圍牆，左側圍牆設置磚砌壁龕用以拜祭天公。 後方則設有義靈祠，其內供奉朱阿羅（又稱朱羅伯公）位，又稱為「朱羅伯公」。該者原於乾隆末年死於閩粵械鬥，林家為感念其忠勇精神特地將其衣冠葬於此地並興建小祠祭祀，至今依然定期祭拜。